# Eclimus perspicillaris
Eclimus perspicillaris är en tvåvingeart som beskrevs av Friedrich Hermann Loew 1844. Eclimus perspicillaris ingår i släktet Eclimus och familjen svävflugor. Inga underarter finns listade i Catalogue of Life.